# Mitch Kapor

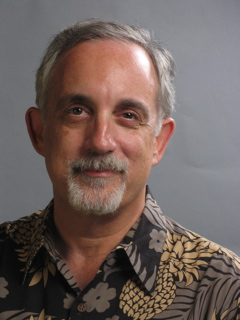
Mitch Kapor (2005)

Mitchell David Kapor (* 1. November 1950 in Brooklyn, New York) ist ein US-amerikanischer Softwareentwickler, IT-Unternehmer, Investor, Aktivist und Philanthrop. Er war der Gründer der Lotus Development Corporation und der Designer der Tabellenkalkulationssoftware Lotus 1-2-3.

## Leben
Kapor besuchte öffentliche Schulen in Freeport auf Long Island, wo er 1967 die High School abschloss. 1971 erhielt er seien B.A. von der Yale University; er studierte Psychologie, Linguistik und Informatik als Teil eines interdisziplinären Studiengangs in Kybernetik. Kapor war maßgebend beteiligt an Yales Radiosender ("WYBC-FM"), wo er als Musik- und Programmleiter wirkte. Außerdem studierte er (ohne Abschluss) an der MIT Sloan School of Management.
1982 gründete Kapor zusammen mit Jonathan Sachs die Lotus Development Corporation, wo er, zusammen mit Sachs, der für die technische Architektur und Implementierung zuständig war, Lotus 1-2-3 erschuf. Er war Präsident, Vorsitzender und Geschäftsführer von Lotus von 1982 bis 1986 und Direktor bis 1987. In Lotus erstem Geschäftsjahr, 1983, konnte das Unternehmen einen Umsatz von 53 Millionen US-Dollar erzielen, 1984 sogar 156 Millionen US-Dollar. 1985 waren bereits mehr als 1.000 Mitarbeiter beschäftigt.
1990 gründete Kapor zusammen mit den befreundeten „digital rights“-Aktivisten John Perry Barlow und John Gilmore die Electronic Frontier Foundation und war ihr Vorsitzender bis 1994. Die EFF ist eine non-profit Organisation zum Schutze der privaten Rechte, besonders in den Bereichen Privatsphäre, Meinungsfreiheit, freiem Zugang zu Information und der Verantwortung der Medien.
2001 gründete Kapor die Open Source Applications Foundation, einer Gruppe die an einem Personal Information Manager aus Open-Source-Bestandteilen arbeitet. Das Produkt mit dem Namen Chandler sollte gegen Microsoft Outlook antreten.
Kapor war Vorstandsmitglied der Mozilla Foundation von ihrer Gründung 2003 bis 2010. Im April 2003 wurde er außerdem Teilhaber und Aufsichtsratsvorsitzender von Linden Lab, dem Betreiber der virtuellen Weltsimulation Second Life.
Er ist verheiratet und lebt in San Francisco.

### Kapor Center for Social Impact and Kapor Capital
Kapor gründete 2000 das Kapor Center for Social Impact. Aufgabe dieser Einrichtung ist es, wichtige Non-profit-Organisationen mit sozialem and finanziellem Kapital auszustatten.
Teil des Kapor Center ist Kapor Capital, der Bereich für Risikokapital. Die Firma hat seit 2009 in mehr als 160 Firmen investiert, darunter auch in Uber.